# Costa d'Infern
La Costa d'Infern és una costa del terme de la Torre de Cabdella, al Pallars Jussà, dins del seu terme primigeni.
Està situada al sud-oest del poble de la Central de Cabdella i al nord-oest del d'Espui, al vessant sud-oriental del Serrat d'Escobets. La seva continuïtat cap al sud-oest és la Pala des Verdins.